# Luis Mario Aparcero Fernández
Luis Mario Aparcero Fernández de Retana (Chipiona, Cádiz, 5 de diciembre de 1956) es un profesor y político español del Partido Socialista Obrero Español. Fue alcalde de su localidad natal en varias ocasiones: desde 1984 a 1986, de 1987 a 1995 y, desde 1999 al 2000. Posteriormente, fue reelegido alcalde en junio de 2019, cargo que ocupa actualmente, siendo el único regidor de la Costa Noroeste en ser reelegido varias veces. Por último, entre diciembre de 1995 a julio de 1999, se desempeño como diputado en la Diputación de Cádiz.

## Biografía
Fue profesor de Matemáticas, Ciencias y Educación Artística, así como director del centro educativo que lleva el nombre de su padre, Manuel Aparcero León. Realizó sus estudios en; Chipiona, Zaragoza, Madrid y Cádiz, pero completó su formación en la Universidad de Cádiz.[cita requerida]
Es reconocido por ser el creador del carnaval en Chipiona.[cita requerida] Su trayectoria política comenzó en 1983, cuando fue nombrado concejal de Educación en el Ayuntamiento de su ciudad natal. En diciembre de 1984, fue investido alcalde de Chipiona, inicialmente como alcalde independiente. Posteriormente, se afilió al Partido Socialista Obrero Español, formando un gobierno compuesto por ediles socialistas y algunos independientes.
En junio de 1987 obtuvo la mayoría absoluta y fue reelegido en julio de 1999. Renunció al cargo en octubre del 2000. Sin embargo, el 15 de junio de 2019 fue elegido nuevamente alcalde por Unidas por Chipiona, convirtiéndose en el único regidor en la localidad en ser reelegido en tres períodos.
Además fue elegido diputado provincial de Cádiz desde diciembre de 1995 hasta julio de 1999.